# 烏赫爾布羅德槍擊案
烏赫爾布羅德槍擊案，是指2015年2月24日，於捷克當地時間下午12:30左右，發生在兹林州烏赫爾布羅德鎮內的「友誼」（Družba）餐廳的槍擊事件。該起事件一共造成包含兇手茲德內克（Zdeněk K.，63歲）在內的9人死亡，1人受傷。烏赫爾布羅德鎮位於首都布拉格東南方約300公里處，鄰近斯洛伐克邊界。